# T
T \ تيه \ الحرف العشرون من الأبجدية اللاتينية. وهو الحرف الساكن الأكثر شيوعًا وثاني الأحرف الأكثر شيوعًا في نصوص اللغة الإنجليزية.